# Can Carles (Púbol)
Can Carles és una obra gòtica de la Pera (Baix Empordà) inclosa a l'Inventari del Patrimoni Arquitectònic de Catalunya.

## Descripció
Situat al carrer Major de Púbol, a tocar de la plaça Major, és un casal de planta baixa i un pis, amb coberta de teula. Presenta un gran portal d'accés de mig punt, adovellat, i una finestra geminada d'arcs trevolats a la part superior, de tipus gòtic. A la banda esquerra hi ha una altra porta adovellada, d'arc rebaixat, i una finestra geminada.

## Història
Can Carles va ser bastida en la zona exterior de la muralla. Els elements arquitectònics de la façana corresponen als segles XIV-XV. En l'actualitat l'edifici apareix restaurat, i hi són visibles algunes modificacions.